# Пінчуківська сільська рада
| Пінчуківська сільська рада — орган місцевого самоврядування у Васильківському районі Київської області з адміністративним центром у с. Пінчуки. Водоймища на території, підпорядкованій даній раді: Протока. Сільській раді підпорядковані населені пункти: - с. Пінчуки |

## Склад ради
Рада складається з 14 депутатів та голови.

### Керівний склад ради
| ПІБ                         | Основні відомості                                                         | Дата обрання | Дата звільнення |
| --------------------------- | ------------------------------------------------------------------------- | ------------ | --------------- |
| Білоконь Алла Володимирівна | Сільський голова, 1966 року народження, освіта                            | 26.03.2006   | 31.10.2010      |
| Білокінь Алла Володимирівна | Сільський голова, 1966 року народження, освіта вища, член Партії регіонів | 31.10.2010   | 25.10.2015      |
| Білокінь Алла Володимирівна | Сільський голова, 1966 року народження, освіта вища,                      | 25.10.2015   |                 |

Примітка: таблиця складена за даними джерела